# Ligne de Mézy à Romilly-sur-Seine
La ligne de Mézy à Romilly-sur-Seine est une ligne de chemin de fer française non électrifiée à écartement standard et à voie unique de la région Champagne-Ardenne. Elle est partiellement déclassée. La voie et la plateforme sont encore utilisées jusque Montmirail pour le transport de céréales.
Elle constitue la ligne 004 000 du réseau ferré national.
Dans la nomenclature régionale des lignes du réseau de l'Est, elle formait la branche sud de la ligne 22-2, la ligne de Château-Thierry à Oulchy - Breny en étant la branche nord.

## Historique

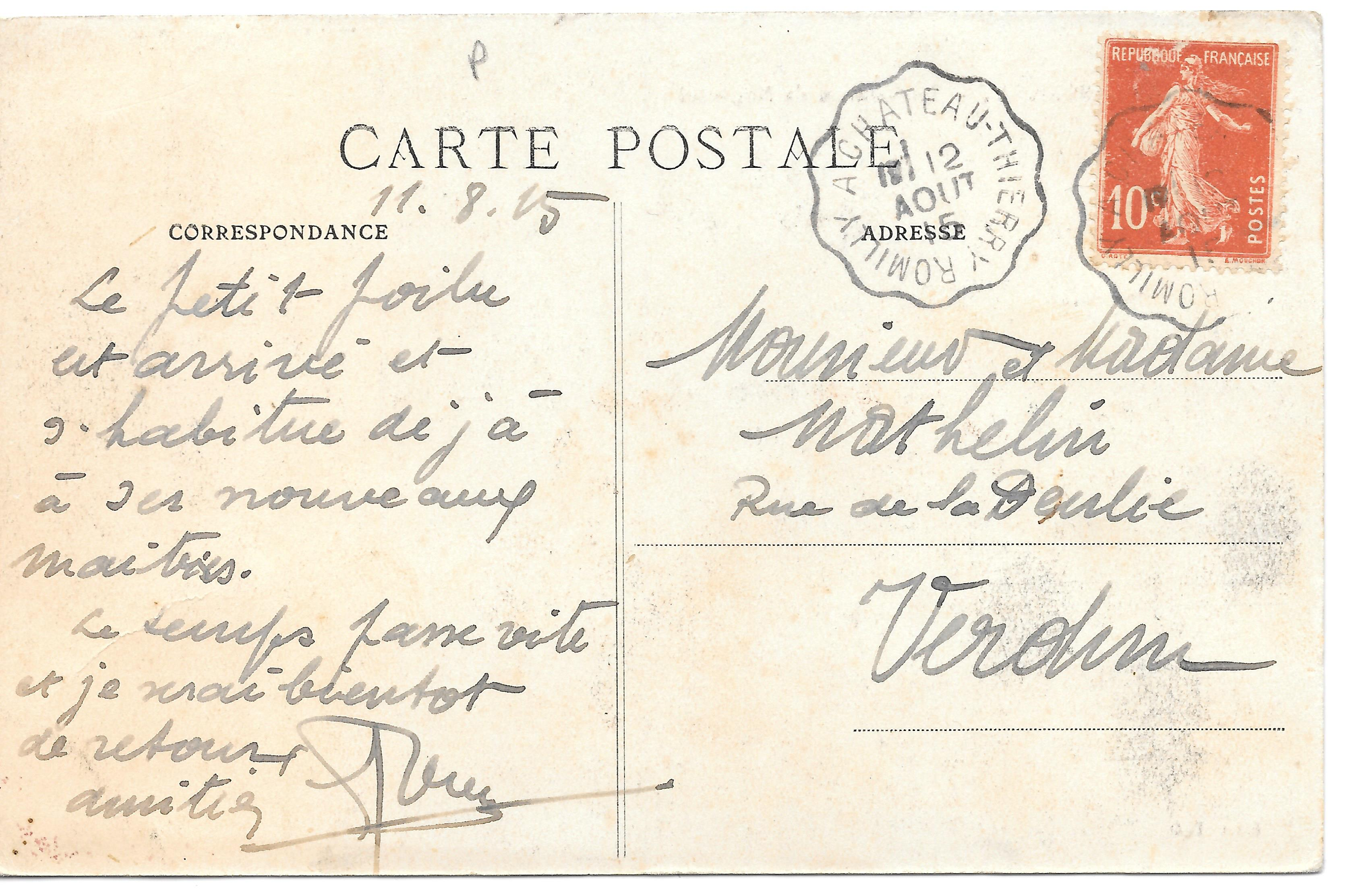
Timbre à date d'ambulant postal sur la ligne de Château-Thierry à Romilly ; il est daté du 12 août 1915.

La ligne, d'une part tronçon d'un itinéraire de la vallée de l'Ourcq à Esternay et d'autre part chemin de fer d'Esternay à Romilly, est concédée à la Compagnie des chemins de fer de l'Est par une convention signée le 31 décembre 1875 entre le ministre des Travaux Publics et la compagnie. Cette convention est approuvée à la même date par une loi qui déclare la ligne d'utilité publique.
Source : Trains oubliés, volume 1
- Ouverture
  - 25 octobre 1884
- Fermeture au service voyageurs
  - 5 mai 1939 : Esternay – Romilly
  - 4 octobre 1953 : Mézy – Esternay
- Fermeture au service marchandises
  - Juin 1940 : Lurey-Conflans – Romilly-sur-Seine
  - 3 novembre 1969 : Villenauxe – Lurey-Conflans et Montmirail – Esternay
  - 1er avril 1991 : Esternay – Villenauxe , à l'occasion de l'affermage du tronçon Fère-Champenoise - Esternay aux CFTA, filiale de Véolia.
- Retranchement du réseau ferré national
  - 15 décembre 1999 : Esternay – Villenauxe

### Exploitation
En 1930, la ligne était parcourue par 2 allers-retours quotidiens.
D'Esternay partaient quasi-simultanément vers 6h30 un train vers Château-Thierry en 1h37 d'une part, vers Romilly en 53 minutes d'autre part. Les trains retour arrivaient quasi-simultanément vers 11h30.
L'après-midi, un train direct reliant Romilly à Château-Thierry en 3h01 passait à Esternay vers 17h00, heure à laquelle un train repartait vers Romilly. Le dernier train en provenance de Château-Thierry arrivait en gare d'Esternay vers 18h30. 

### Dates de déclassement
- De Lurey-Conflans à Romilly-sur-Seine (PK 73,000 à 76,233), le 12 novembre 1954[2].
- De Lurey-Conflans à Romilly-sur-Seine (PK 76,233 à 77,500), le 13 février 1964[3].
- De Lurey-Conflans à Romilly-sur-Seine (PK 77,500 à 77,750), le 19 octobre 1967[4].
- De Montmirail à Esternay (PK 26,175 à 45,005), le 29 octobre 1970[5].
- Section à Montmirail (PK 25,860 à 26,175), le 20 mars 1978[6].

## La ligne aujourd'hui
La ligne est partiellement exploitée entre Mézy et Artonges pour le transport fret. Elle est entièrement à voie unique entre ces deux gares et en matière de signalisation c'est la consigne relative à la voie unique à trafic restreint (VUTR) qui est appliquée. Certains passages à niveau sont commandés par les agents de trains manuellement. Les fonctions de chef de ligne sont assurées par l'agent circulation de Château-Thierry. La circulation est totalement interdite entre Artonges et Montmirail sauf sous consigne spéciale.
En 2011, une association locale, le TFBCO (Tourisme Ferroviaire de la Brie Champenoise à l'Omois), tente de reconvertir la ligne pour en faire une utilisation touristique. Elle possède déjà un autorail de type Picasso remis à neuf grâce aux contributions de bénévoles, de VFLI et de la SNCF. Elle est aussi en pourparlers avec la SNCF pour racheter les bâtiments de la gare de Montmirail. Ce rachat sera finalisé en 2015. 
En  2018, l'association a enfin obtenu l'arrêté préfectoral lui permettant de rouler entre Montmirail et Artonges. La saison de circulation en 2019 est de début mai à fin septembre, les dimanches seulement.